# Egon von Neindorff
Egon von Neindorff (12 de septiembre de 1892 - 15 de abril de 1944) fue un general alemán durante la II Guerra Mundial. Recibió la Cruz de Caballero de la Cruz de Hierro con Hojas de Roble de la Alemania Nazi.

## II Guerra Mundial
El 1 de julio de 1942 Neindorff asumió el mando de la Brigada Fortaleza 1 en Creta. A partir de septiembre de 1942 comandó la 189.ª División de Reserva, y el 1 de diciembre de 1942 fue promovido a mayor-general. El 1 de mayo de 1943 Neindorff se convirtió en comandante de la 356.ª División de Infantería en Tolón, el 5 de octubre de 1943 asumió el mando de la 216.ª División de Infantería en Orel, el 20 de octubre de 1943 comandó la 137.ª División de Infantería en Gomel, y a partir del 16 de diciembre de 1943 la 6.ª División de Infantería al sur de Gomel. A partir del 17 de enero de 1944 Neindorff lideró la 36.ª División de Infantería en Bobruisk.
El 22 de enero de 1944 se convirtió en comandante de la guarnición alemana en Tarnópol. En marzo-abril de 1944, fue rodeado por fuerzas soviéticas. Hitler proclamó Tarnópol una fortaleza fortificada, que debía mantenerse hasta el último hombre. Una operación alemana de alivio fue montada el 11 de abril, pero no alcanzó su objetivo. Neindorff murió en combate el 15 de abril; la organización de la resistencia pronto colapsó. La guarnición de unos 4600 hombres se perdió y solo 55 hombres alcanzaron las líneas germanas al día siguiente.

## Condecoraciones
- Cruz de Hierro (1914)
  - 2.ª Clase
  - 1.ª Clase
- Broche de la Cruz de Hierro (1939) 1.ª Clase (2 de abril de 1944)[7]
- Cruz de Caballero de la Cruz de Hierro con Hojas de Roble
  - Cruz de Caballero el 4 de abril de 1944 como Generalmajor y comandante de la guarnición en Tarnópol[8][9]
  - Hojas de Roble el 17 de abril de 1944 como Generalmajor y comandante de combate de Tarnópol[8][10]